# Міхал Мьодушевський
Міхал Мьодушевський (пол. Michał Mioduszewski; 16 вересня 1787, Варшава — 30 травня 1868, Краків) — польський священик з конгрегації місіонерів св. Вінсента де Поля, композитор, колекціонер релігійних пісень.
Отримав філософсько-богословські знання, а потім висвячений на священика в семінарії при церкві св. Хреста у Варшаві. Протягом свого життя він займався дидактичною роботою у семінаріях у Варшаві, Влоцлавеку та Кракові. У 1820–25 роках він був директором місіонерської семінарії в Страдомі, викладаючи одночасно літургію, догматику та григоріанський спів. Викладав теологію в Ягеллонському університеті.
У 30-х роках він розпочав широкомасштабну кампанію збору церковних пісень, їх редагування, а потім публікації у вигляді великої та вичерпної роботи «Церковний пісенник», тобто пісень з мелодіями, що використовуються в католицькій церкві. Твір складається з основного тому (1-е видання 1838), кількох Додатків до пісенника … та збірки різдвяних колядок та колядок з мелодіями, тобто народних пісень, які співали по хатах під час Різдва. Збірник пісень повинен був бути утилітарним — для співу навколо будинків та для популяризації зникаючих тоді старих варіантів пісень, що сягають середньовічного григоріанського співу.
Він передав свою наукову спадщину та колекції пісень священикам-місіонерам у Варшаві.

Помер у віці 81 року у Кракові та відпочиває на Раковицькому цвинтарі у могилі священиків-місіонерів.